# 1905年の政治
1905年の政治（1905ねんのせいじ）では、1905年（明治38年）の政治分野に関する出来事について記述する。

## できごと

### 1月
- 1月1日

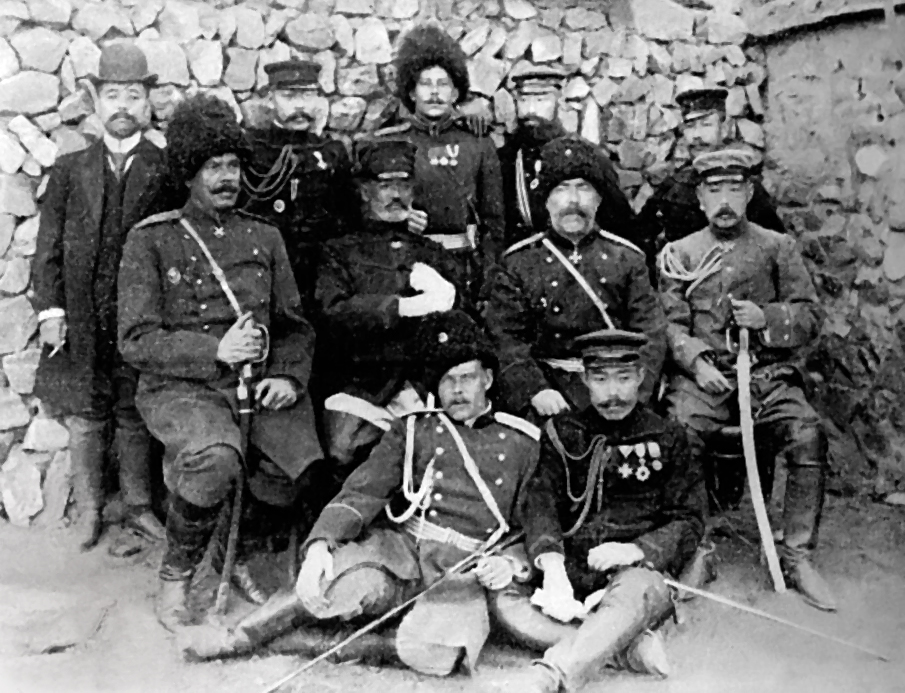
水師営の会見　中央左からレース露参謀長、乃木大将、ステッセル将軍、伊地知幸介参謀長

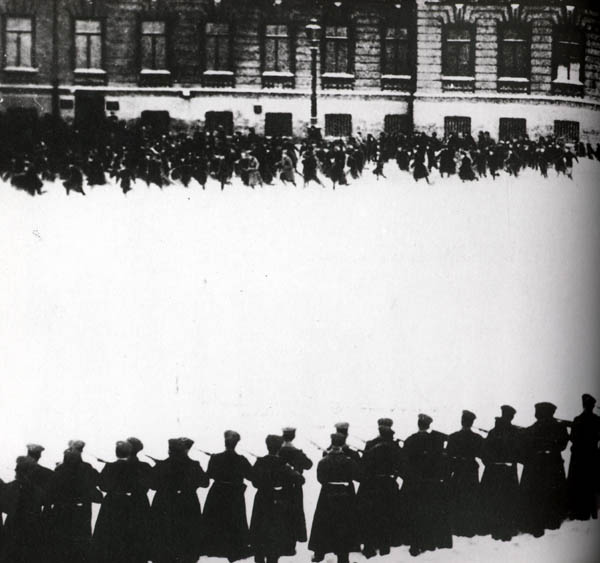
血の日曜日事件。10万人の大群衆に向かって軍隊は銃火を浴びせた。

  - 日露戦争による臨時軍事費7億円追加。総額10億8,000万円となる。
  - 日本陸軍第三軍司令官乃木希典大将に対して、ロシア帝国陸軍旅順要塞司令官アナトーリ・ステッセル将軍が降伏を申し入れる。
- 1月2日 - 日露両軍全権委員による旅順開城準備。戦闘行為が停止される。
- 1月3日
  - 旅順停戦本調印。
  - フランスで宗教団体の教育活動を禁止する法律が施行される。
- 1月5日 - 乃木、ステッセル両将軍が会見する（水師営の会見）。
- 1月22日
  - サンクトペテルブルクで血の日曜日事件起こる。労働者による皇帝ニコライ2世に対する請願デモに軍が発砲し1,000人以上の死者が出る。ピョートル・スヴャトポルク＝ミルスキー内相が引責辞任。後任はアレクサンドル・ブルイギン。
  - 日本政府、セオドア・ルーズベルト米大統領に日露講和の条件を打診。
- 1月27日 - 露の全都市でストライキが起こる。ロシア全土でストライキは拡大し、スト参加者は約44万人に登る。ロシアの支配下にあったポーランドでは独立派による武装蜂起が起こり、ポーランド王国の一部に戒厳が宣告される。

### 2月
- 1月1日
  - ロシア皇帝ニコライ2世、労働者代表を引見する。
  - ハンガリー総選挙。自由党敗北。ティサ・イシュトヴァーン首相退陣。
- 2月16日 - 露国家評議会、ニコライ2世に対して国制改革を具申する。
- 2月16日 - 仏、2年間の徴兵制施行。
- 2月17日 - ニコライ2世の叔父でモスクワ総督のセルゲイ大公が暗殺される。

### 3月
- 3月1日 - 奉天会戦。
- 3月2日 - 米カリフォルニア州議会、日本人労働者移民阻止決議案を採択。
- 3月3日 - ニコライ2世、三月詔書を発布。国民の債務一部棚上げ、ユダヤ人の待遇改善などの内容。
- 3月4日 - セオドア・ルーズベルト米大統領、大統領就任式。
- 3月10日 - 日本軍、奉天会戦に勝利し、奉天を占領する。
- 3月16日 - バルチック艦隊、マダガスカルに到着。
- 3月21日 - 英アフガニスタン両国国境確定に関する協定に調印。
- 3月22日
  - 英18歳未満の炭鉱労働者に対して一日8時間労働制を導入。
  - 貴族院令改正。伯子男爵議員の定数を143人以内、勅選議員の定数を125人以内と規定する。それ以前は定数に関して明文化されていなかった。
- 3月24日 - セオドア・ルーズベルト大統領、高平小五郎駐米公使に日露講和の条件内示を希望する。日本は内示を回避。
- 3月26日 - 4分半利付英貨公債3,000万ポンド募集。
- 3月30日 - クレタ島でギリシャとの合併を望み暴動。
- 3月31日 - ドイツ皇帝ヴィルヘルム2世がモロッコのタンジールを訪問し、フランスのモロッコ進出を牽制する（第一次モロッコ事件）。

### 4月
- 4月1日 - 執行猶予制度導入。

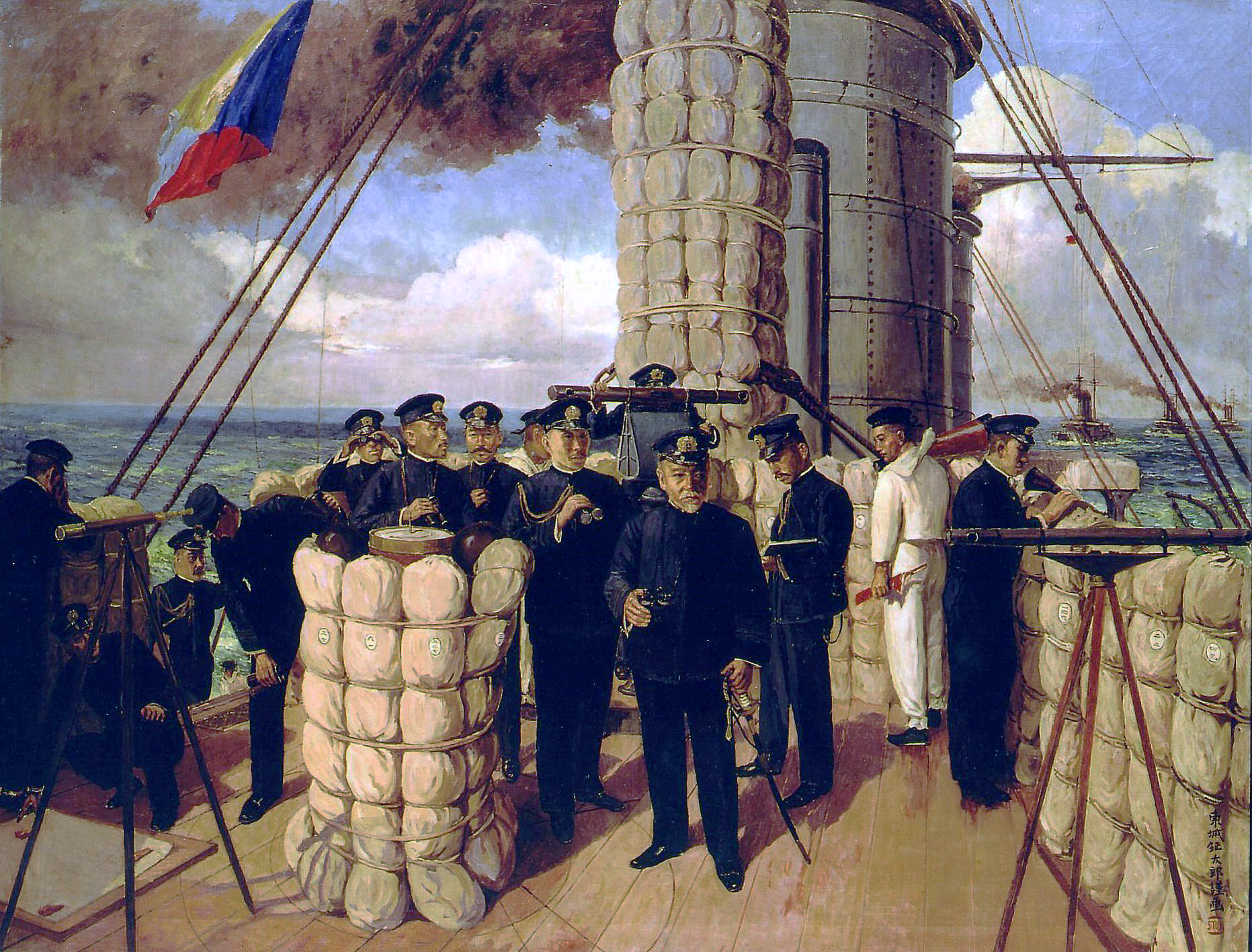
戦艦三笠の艦橋に立つ東郷平八郎司令長官

- 4月8日 - バルチック艦隊、シンガポールを通過。
- 4月17日
  - 元老、対露講和促進で一致。閣議で講和条件決定。日本側方針をアメリカに通告。
  - バルチック艦隊、カムラン湾を通過。
- 4月25日 - ボリシェヴィキ、ロンドンで党大会（ロシア社会民主労働党第三回党大会）開催。

### 5月
- 5月1日 - 平民社でメーデー茶話会。
- 5月8日 - 露、労働組合連合会結成。
- 5月14日 - 露第3、第4艦隊、バルチック艦隊本隊とサイゴンで合流する。
- 5月14日 - 英、日英同盟の適用範囲をインドまで拡張することを提案。
- 5月19日 - 関東州民政署設置を決定。
- 5月24日 - 閣議、日英同盟の新内容を決定。
- 5月27日 - 日本海海戦で連合艦隊がバルチック艦隊を撃滅する。

### 6月
- 6月1日 - 高平小五郎駐米公使、ルーズベルト大統領に講和の斡旋を依頼。ルーズベルトは、ニコライ2世に打診する。
- 6月3日 - モロッコのスルタン、アブデルアジズAbdelaziz of Moroccoがドイツの示唆を受け、モロッコの国制改革に関する国際会議に列国を招請する。
- 6月6日 - テオフィル・デルカッセ仏外相、モロッコ問題で閣僚の批判を浴びて辞任。
- 6月7日 - ノルウェーがスウェーデンとの国家連合（同君連合）を解消し、独立を宣言する。6月27日、黒海艦隊戦艦ポチョムキンで水兵による反乱が勃発する。

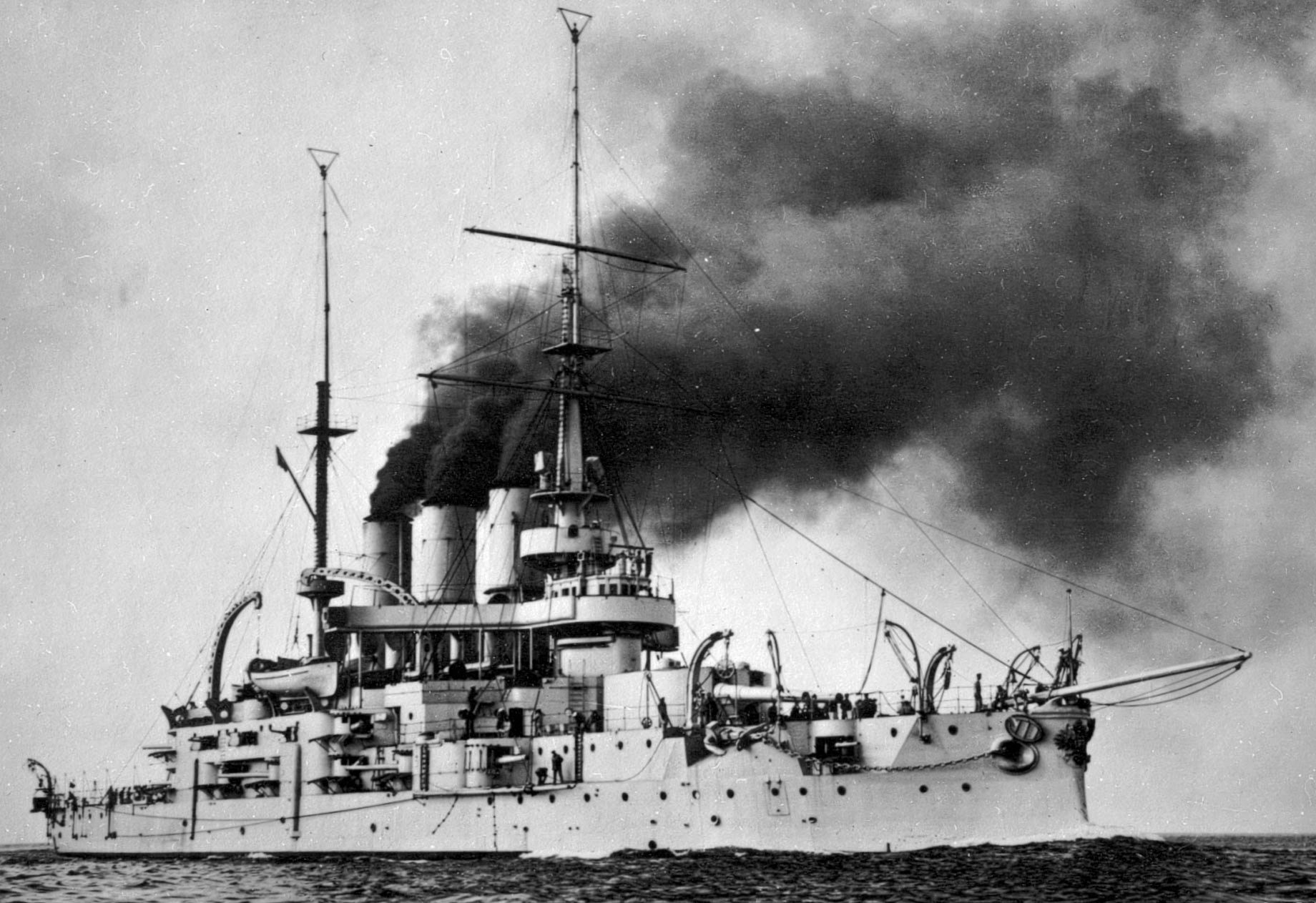
6月27日、黒海艦隊戦艦ポチョムキンで水兵による反乱が勃発する。

- 6月8日 - ルーズベルト米大統領、日露両国に講和会議開催を呼びかける。
- 6月10日 - 日本政府、講和会議開催を受諾。
- 6月12日 - ロシア政府、講和会議開催を受諾。
- 6月19日 - 対露同志会、講和問題同志連合会を結成。
- 6月27日 - 露戦艦ポチョムキン＝タヴリーチェスキー公で水兵が反乱を起こす。
- 6月28日 - 露で港湾にゼネスト、暴動が拡大。

### 7月
- 7月1日 - 仏、国家と教会を分離する政教分離法が成立。
- 7月7日 - 日本陸軍第13師団、南樺太に上陸。
- 7月8日
  - 戦艦ポチョムキン、ルーマニアに投降、降伏。
  - 仏、モロッコ問題で対独会談開催に同意。背景には米の支持。
  - 第2回4分半利付英貨公債3,000万ポンド募集。
- 7月19日 - 講和問題同志連合会、集会で対露強硬講和を主張。
- 7月20日 - インド総督（副王）ジョージ・カーゾン卿、ベンガル分割令を出す。国民会議派が反対、インド各地で抗議行動。
- 7月24日
  - ヴィルヘルム2世とニコライ2世フィンランドのビヨルケで会談。独露同盟条約に調印する。後に両国政府が反対し同盟は解消。
  - 日本陸軍第13師団、北樺太に上陸。アレクサンドロフスク（現在のアレクサンドロフスク・サハリンスキー）を占領する。
- 7月29日 - 桂太郎首相と来日中のウィリアム・タフト米陸軍長官が会談。桂・タフト協定を結ぶ。
- 7月31日 - 樺太のロシア軍、降伏。樺太全島を日本軍政下に置く。

### 8月

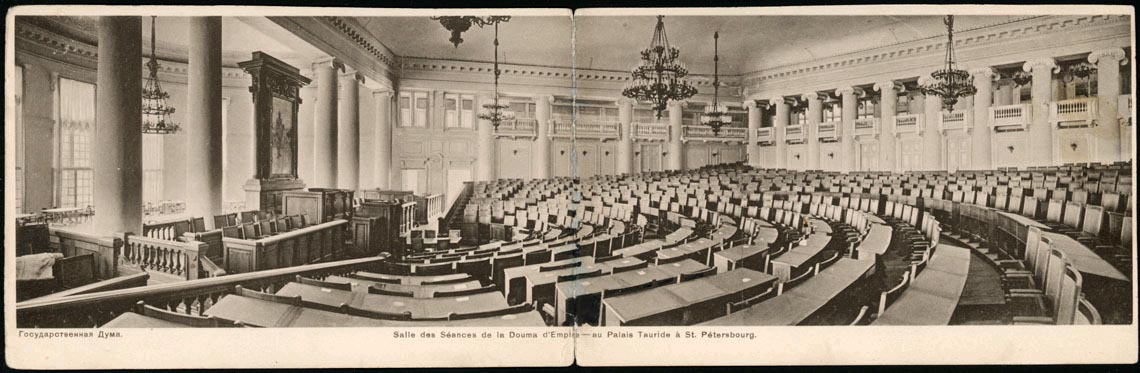
ロシアでドゥーマ（国会）が開催。画像は議事堂となったサンクトペテルブルクのタヴリーダ宮殿

- 8月8日 - 小村寿太郎外相を首席全権とする日本全権団、ポーツマスに到着する。同日、セルゲイ・ウィッテ前蔵相を首席全権とするロシア全権団も到着。
- 8月10日 - ポーツマス会議が始まる。
- 8月12日 - 第二次日英同盟条約締結。
- 8月14日
  - 桂首相、立憲政友会の原敬と会談。日露講和支持を取り付けることに成功する。
  - 大阪朝日新聞が、ポーツマス会議で賠償金が獲得できないことを号外でスクープ。日本国内は騒然とする。
- 8月17日 - 講和問題同志連合会、東京明治座で集会。講和条約譲歩絶対反対決議を採択。
- 8月19日 - ロシア皇帝ニコライ2世、ドゥーマ（第一国会）を召集する。
- 8月22日
  - 孫文、東京で中国同盟会を結成する。
  - ルーズベルト米大統領、日本全権団に賠償金要求放棄を勧告。
- 8月24日 - 戸水寛人東京帝国大学法科大学教授、講和会議に反対する論文で休職になる（戸水事件）。
- 8月28日 - 御前会議で賠償金、領土割譲に関し譲歩してでも講和条約締結を優先することを決定。小村全権に訓令。
- 8月29日 - 日露講和会議合意。

### 9月
- 9月1日 - 国民新聞を除く有力各紙が日露講和条約に反対する社説を掲載する。
- 9月2日
  - 立憲政友会代議士会及び院外団有志、憲政本党政務調査会がそれぞれ政府問責決議と講和条約反対を決議する。
  - 清国、科挙を廃止。
- 9月3日 - 大阪市をはじめとする全国各地で講和条約反対と戦争継続を唱える集会が開催される。
- 9月5日
  - ポーツマス条約に調印。
  - 日比谷焼討事件。
- 9月6日 - 東京市、東京府5郡に戒厳令。
- 9月11日 - 戦艦三笠、佐世保港内で火災のため沈没、死者300名を出す。
- 9月14日 - 大山巌満州軍総司令官、全軍に戦闘停止命令。
- 9月21日 - 東大七博士、講和条約批准拒否を上奏文を提出する。
- 9月24日 - 露、第1回労働組合全国会議開催。
- 9月28日 - 独仏、モロッコ問題で合意。

### 10月
- 10月6日 - スイス中央銀行創設。

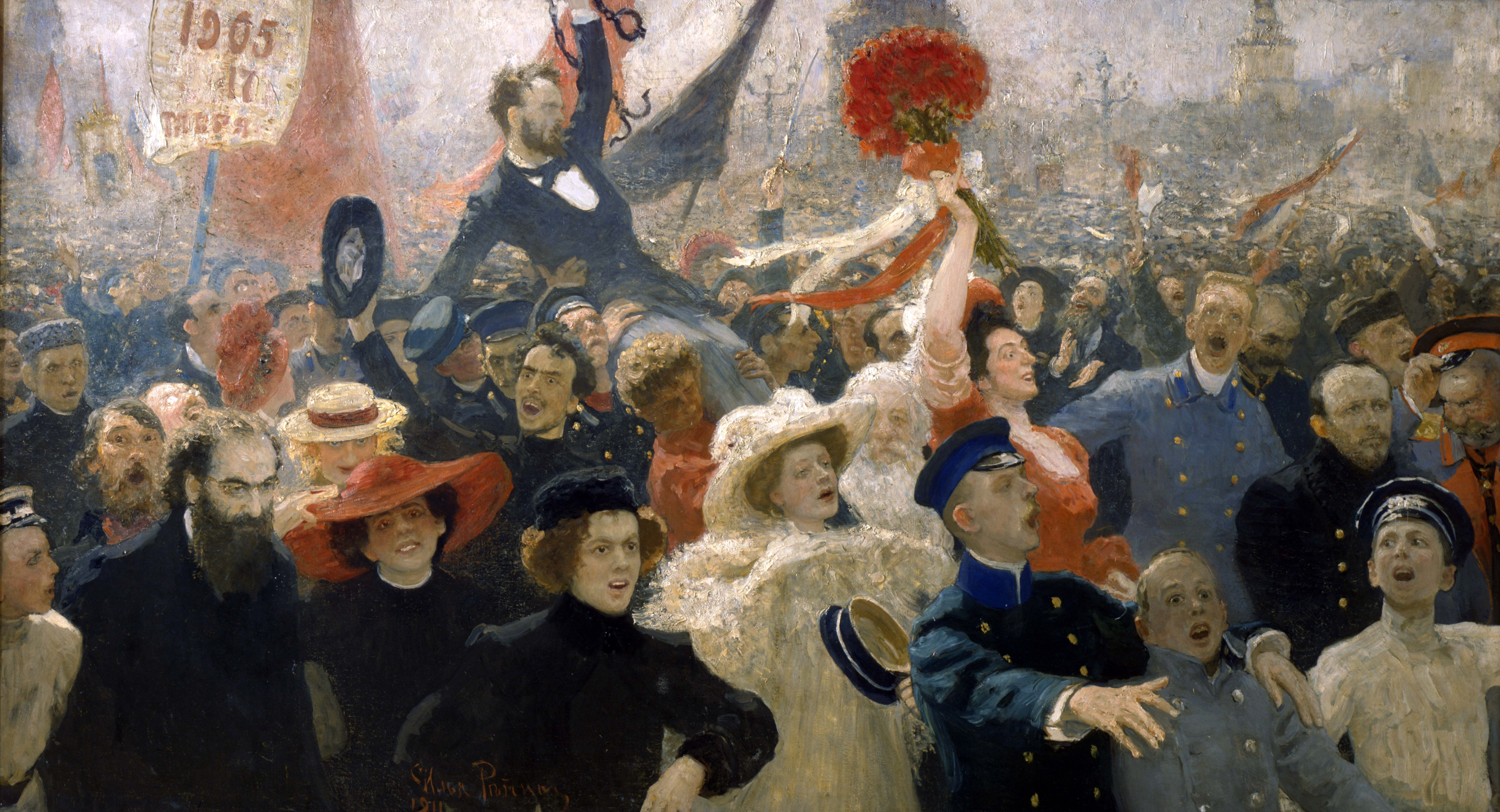
ロシア第一革命を描いた1905年10月17日（イリヤ・レーピン画）

- 10月9日 - 平民社、内紛が深刻化し解散。
- 10月12日 - 桂首相、アメリカの鉄道王エドワード・ヘンリー・ハリマンと会談。満鉄の日米共同経営に関する覚書を取り交わす。
- 10月14日 - 日露の平和条約に明治天皇、ニコライ2世がそれぞれ署名し、日露戦争終結。
- 10月17日 - 遼陽に関東総督府を設置。
- 10月19日 - 露、モスクワ・カザン駅でストライキが発生したのを契機に全国規模の鉄道ストライキが起こる。
- 10月24日 - 露全土にゼネスト拡大。
- 10月25日 - 露、立憲民主党（カデット）結成。
- 10月26日
  - ノルウェー、新国王にホーコン7世を迎える。
  - ペテルブルクでソビエトが誕生、第一回総会を開催（議長トロツキー）。この他イワノヴォ、ヴォズネセンスクなどに労働者の代表機関、ストライキ委員会としてのソビエトが成立する。
- 10月30日 - ニコライ2世、十月詔書を発布。
- 10月31日 - ニコライ2世、大臣会議議長（首相）にウィッテを指名する。

### 11月

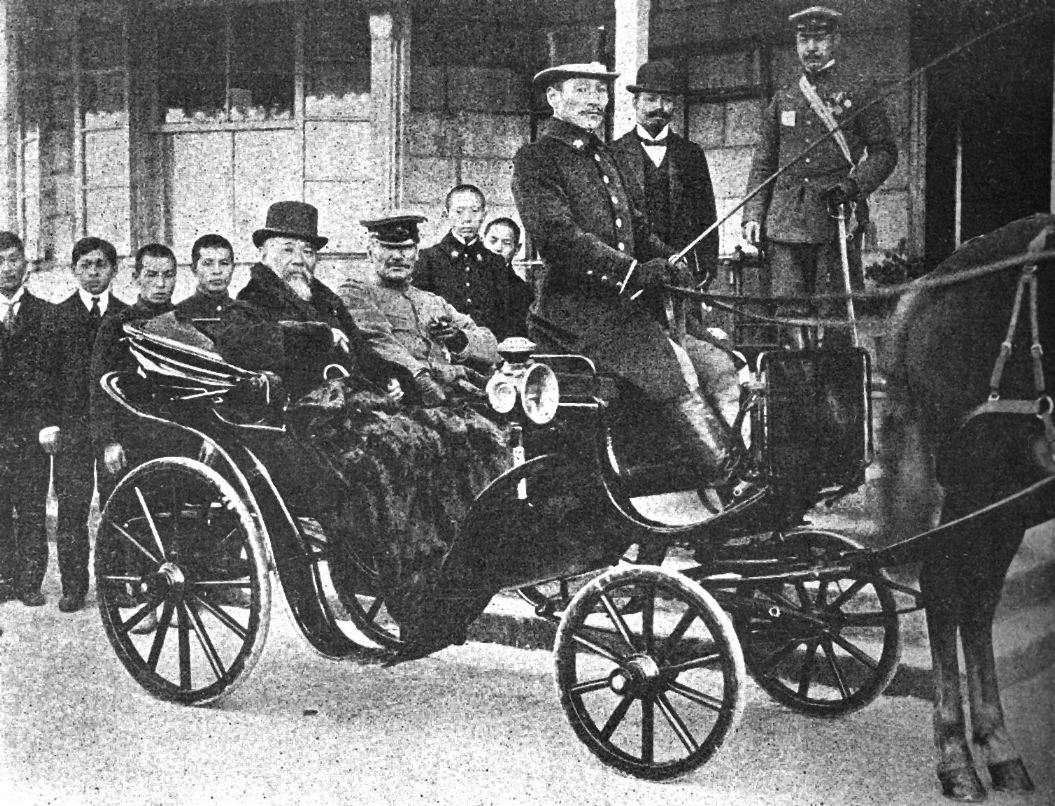
韓国駐箚日本軍司令官長谷川好道陸軍大将と共に統監府へ向かう伊藤博文（11月29日撮影）

- 11月2日 - 第2次日韓協約締結にあたり、韓国派遣特別大使として伊藤博文が渡韓。
- 11月3日 - ニコライ2世、政治犯に恩赦。フィンランド人の政治的自由を回復する勅令に署名。
- 11月13日 - ポーランドで政治的自由を要求しデモが起こり、ロシア軍と衝突する。
- 11月14日 - 幸徳秋水、渡米する。
- 11月17日 - 第2次日韓協約に調印。韓国に統監府を置き、外交権、国防権を掌握し保護国化。
- 11月18日 - 清国、立憲大綱策定に向けて準備開始。
- 11月23日
  - 露、地主、大商人層などの穏健派が10月17日同盟（十月党、オクチャブリスト）を結成。
  - 初代韓国統監に伊藤博文が就任。
- 11月28日 - シン・フェイン党結成。

### 12月
- 12月2日 - 外交官・領事官制改正。新たに大使と大使館を設置する。
- 12月3日 - キエフで暴動。市街戦に発展。
- 12月4日 - フィンランド議会上院、ロシア語の公用語を廃止する。
- 12月5日
  - 東京帝大法学部教授連が山川健次郎総長の辞任を不服として、辞表を提出。
  - モスクワにソビエト成立。
- 12月9日 - 仏、政教分離法を公布。カトリック教会の特権が廃止される。
- 12月19日 - 桂首相、西園寺公望と後継内閣をめぐり会談。
- 12月21日 - 第1次桂内閣総辞職を決定。
- 12月22日 - 北京で満州の権益譲渡に関する日清条約締結。
- 12月23日 - モスクワの労働者がソビエトのゼネスト呼びかけに呼応し、武装蜂起、市街戦に発展。政府軍によって鎮圧される。
- 12月 - テヘランでデモ。